# Panxell
En l'anatomia humana el panxell (també anomenat tou de la cama, ventre de la cama i ventrell de la cama) és la part posterior i carnosa de la cama, inferior al genoll.
En termes dels sistemes musculars, el panxell es correspon amb el compartiment posterior de la cama. Al compartiment posterior, els dos músculs més grans són els músculs gastrocnemi i el soli que s'uneixen als talons a través del tendó d'Aquil·les. Alguns altres músculs més petits s'uneixen al genoll, el turmell, i per mitjà de tendons llargs fins als dits.
Per contraposició la part anterior de la cama és la canyella.